# سنت-ترز، کبک
سنت-ترز (به فرانسوی: Sainte-Thérèse) شهرکی در منطقه شهری ترز-دو-بلنویل ناحیه لورانتید در استان کبک کانادا است. در سرشماری سال ۲۰۱۱ این شهرک ۲۵٬۱۵۹ نفر جمعیت داشته‌است و مساحت آن ۸٫۶۲ کیلومتر مربع است.